# Art figuratif
L'art figuratif est un style artistique — en particulier dans la peinture, la photographie, la sculpture, la céramique, la verrerie, les arts textiles — qui se manifeste par la représentation du visible.
Ces modèles visibles, sont parfois représentés tels qu'ils se présentent, et avec la volonté d'en restituer tous les détails, c'est le naturalisme, mais le plus souvent la représentation simplifie, garde l'essentiel, schématise ou bien l'artiste joue avec les formes qu'il organise, crée une nouvelle forme où le modèle visible a été déformé, voire stylisé par la cohérence des déformations, la cohérence, l'harmonie des formes organisées, composées.
L'art figuratif est souvent opposé à l'art abstrait, qui depuis 1910 avec Vassily Kandinsky ne cherche pas à représenter la nature, les objets du réel, et même, cherche à ne pas les représenter, en particulier l'art qui se définit comme non-objectif ou non-figuratif. Pourtant, une partie de l'art abstrait s'est nourrie d'une observation attentive du visible, c'est le cas de Piet Mondrian, entre autres, dans les années 1910. Par ailleurs, la nature peut aussi servir de modèle lorsque l'artiste, comme la nature créatrice, crée, lui-même, au mieux des matériaux auxquels il donne forme.

## Histoire

### Art rupestre dans la préhistoire
L'art rupestre vise très souvent à représenter des animaux de manière réaliste, que ce soit à Lascaux, Altamira ou dans la grotte Chauvet.  La plus ancienne représentation, déterminée en 2024, est un cochon peint il y a au moins 51 200 ans dans la grotte de Karampuang en Indonésie.

### Mimèsis en Grèce antique
La mimèsis (l'imitation), un concept propre à la culture grecque antique, a longtemps été un élément essentiel de l'art occidental, articulée à l'idée (idea), le projet, le dessein.

Socrate (né vers 470/469, mort en 399 avant notre ère), dans La République de Platon, remarque (pour mieux la critiquer) que la peinture est imitation de la réalité : [598b] « Dans quel but l'art de la peinture a-t-il été créé pour chaque objet ? Est-ce en vue de représenter imitativement, pour chaque être, ce qu'il est, ou pour chaque apparence, de représenter comme elle apparaît ? La peinture est-elle une imitation de l'apparence ou de la vérité ? – De l'apparence. » . Pour Aristote également l'art est imitation du réel (au sens Grec de technique) ce qui procure un plaisir esthétique mais aussi cognitif : la représentation aide à la connaissance : [1448b] « On se plaît en effet à regarder les images car leur contemplation apporte un renseignement et permet de se rendre compte de ce qu'est chaque chose [...] » .

## Figuration, naturalisme, stylisation

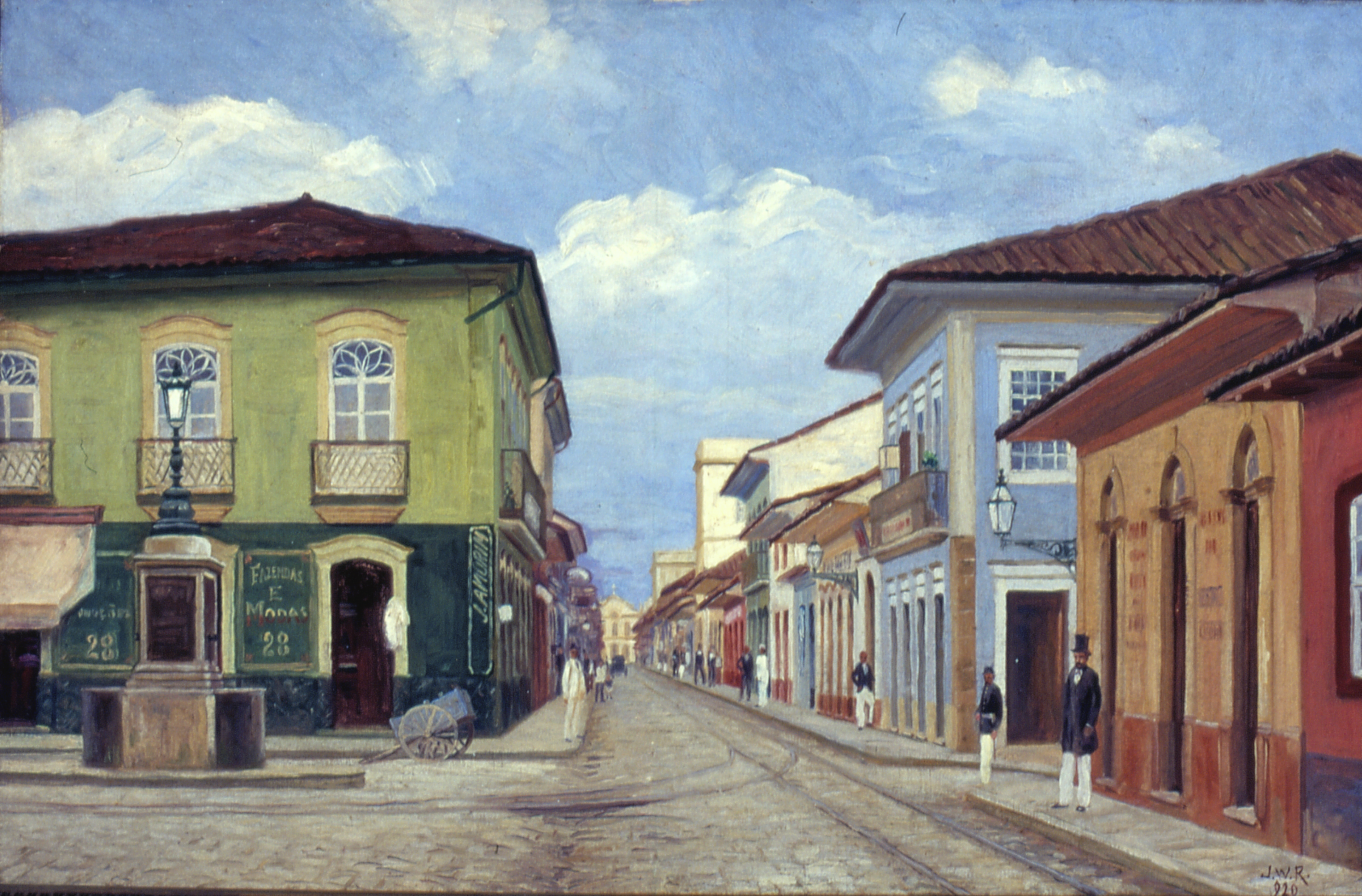
José Wasth Rodrigues, Largo do Rosário, 1880.

Le portrait, le paysage, la nature morte sont des exemples de genres figuratifs cherchant à reproduire la nature, atteignant parfois au naturalisme par l'extrême attention à la représentation de la nature.
Dans l'Antiquité, du Moyen-Orient et jusqu'en Inde, les productions d'images figuratives ont donné lieu à d'innombrables inventions stylistiques, en deux ou trois dimensions, et sur tous supports comme dans une multitude de matériaux. On peut évoquer : l'art de l'Égypte antique, l'art assyrien, achéménide, sassanide, l'art gréco-bouddhique et jusqu'à la sculpture propre à l'architecture des temples hindouistes, dont seuls subsistent des témoins postérieurs à l'Antiquité. Des arts apparentés à l'art indien ont des pratiques quelque peu différentes dans toute l'Asie du Sud-Est : l'art indonésien, l'art khmer (Cambodge, Thaïlande, Laos) et l'art du Champa (Viêt Nam).
D'autres populations ont réalisé peu de formes figuratives préférant des jeux de formes géométriques parfois extrêmement complexes, comme l'art celte.
En Occident les arts figuratifs ont eu une longue vie et ont donné d'infinies variations. Ainsi dans les arts  de la Grèce antique (peinture, sculpture, céramique, arts textiles, etc.) et ceux de la Rome antique, dans l'art médiéval comme, ensuite, dans la Renaissance, dans l'art baroque, puis dans le Néo-classicisme, le Romantisme ou dans des domaines plus précis comme la Sculpture française du XIXe siècle, dans l'art académique, le Préraphaélisme, l'École de Barbizon, l'Impressionnisme, mais aussi avec les réalismes en peinture au XIXe siècle, ainsi qu'au XXe siècle avec le Pop art et l'hyperréalisme, par exemple, on rencontre de nombreux styles artistiques figuratifs et plus ou moins idéalistes ou naturalistes, voire réalistes, et même d'un réalisme photographique parfois, dans lesquels l'artiste met, plus ou moins en avant, son pouvoir d'imiter la nature visible, voire son image photographiée. 
D'autres cultures se sont écartées d'une reproduction détaillée, réaliste ou naturaliste, la jugeant besogneuse, malséante (en Chine et en Corée), tout en pratiquant un art figuratif : c'est le cas de l'art indien, l'art chinois, l'art coréen et l'art japonais d'avant le colonialisme occidental ; le naturalisme apparaissant peu dans ces cultures mais la figuration est, par contre, essentielle. C'est une situation qui est en partie similaire à ce que l'on rencontre dans les arts de l'Islam.
De nombreuses cultures d'Afrique, d'Océanie et des Amériques d'avant le colonialisme occidental, ont pratiqué des arts figuratifs où la création de formes ayant un style était essentiel. « La cohérence des déformations [y] est un symptôme ou une manifestation du style ». Ce sont les arts africains traditionnels, les arts précolombiens et les arts d'Océanie.
L'art figuratif peut également être l'expression d'un sentiment devant la nature, son caractère sublime (le Romantisme), ou étrange (symbolisme) qui nécessitent parfois une sélection dans ce qui est représenté, voire sa déformation. L'impressionnisme joue de l'accentuation de phénomènes perceptifs subtils, en particulier dans le domaine des couleurs, rivalisant ainsi avec la photographie. Au XXe siècle, l'expressionnisme manifeste par le choc de tons violents, par des déformations systématiques un monde ressenti avec une extrême puissance vitale, par opposition à la « bonne société » guindée et insensible, voire étouffante. La multiplication de nouveaux points de vue sur le monde, donnés par la science physique, le monde microscopique, le cinéma, la psychanalyse donnent aux surréalistes l'occasion d'explorer d'innombrables possibilités de l'art figuratif ou aux frontières de l'abstraction, avec des symboles plus ou moins masqués.
L'art figuratif peut enfin être la représentation interprétée du monde réel. Le cubisme est un exemple de cette volonté de représenter des objets du réel (figures dans l'espace, guitares, natures mortes...) en passant par la recherche de solutions non-illusionnistes, le refus de solutions traditionnelles, mais par l'analyse des problèmes liés à la figuration et par la quête de solutions propres à l'artiste, la création d'un style qui lui soit authentiquement personnel.